# Hispaniachelys prebetica
Hispaniachelys prebetica Slater et al., 2011 (nomen dubium) è un rettile estinto, appartenente alle tartarughe. Visse nel Giurassico superiore (Oxfordiano, circa 160 milioni di anni fa) e i suoi resti fossili sono stati ritrovati in Europa (Spagna).

## Descrizione
Questo animale è noto per un singolo esemplare incompleto, che permette di ricostruire una tartaruga dal carapace ovoidale e leggermente rigonfio, lunga circa 50 centimetri. Secondo gli autori della prima descrizione, Hispaniachelys possedeva alcune caratteristiche basali tra cui processi epiplastrali dorsali, cleitri ridotti ma non assenti e la prima costola toracica particolarmente lunga. Erano presenti anche alcuni caratteri derivati, come l'assenza di mesoplastra. 

## Tassonomia
Hispaniachelys prebetica venne descritto per la prima volta nel 2011, sulla base di un fossile molto parziale, comprendente carapace, piastrone e altri elementi poco conservati) proveniente dalla formazione Lorente (Sierra de Cazorla, Spagna). Hispaniachelys rappresenta la più antica tartaruga nota in Europa meridionale. Secondo lo studio, questo animale era una tartaruga arcaica ancestrale alla differenziazione tra pleurodiri, criptodiri e paracriptodiri. Una reinterpretazione delle presunte caratteristiche arcaiche (Perez-Garcia, 2013) hanno indotto ad attribuire Hispaniachelys all'estinta famiglia Plesiochelyidae, tipica del Giurassico e del Cretaceo europeo. La mancanza di una combinazione unica di caratteri ha indotto l'autore dello studio del 2013 a considerare Hispaniachelys un nomen dubium. 